# Echidna nebulosa
Echidna nebulosa és una espècie de peix de la família dels murènids i de l'ordre dels anguil·liformes.

## Morfologia
Els mascles poden assolir els 100 cm de longitud total.

## Distribució geogràfica
Es troba des del Mar Roig i l'Àfrica oriental fins a les Illes de la Societat, el sud del Japó, les Hawaii i Micronèsia. També des del sud de la Península de Baixa Califòrnia (Mèxic) fins a Costa Rica i el nord de Colòmbia.